# Полиция штата Новый Южный Уэльс
Полиция штата Новый Южный Уэльс (англ. New South Wales Police Force) — полиция Австралии, в юрисдикцию которой входит территория штата Новый Южный Уэльс, площадью 800 тыс. кв. километра, береговой линией в 200 морских миль, и населением более 7 млн человек.
Штат полиции составляет около 20,000 человек.

## Структура

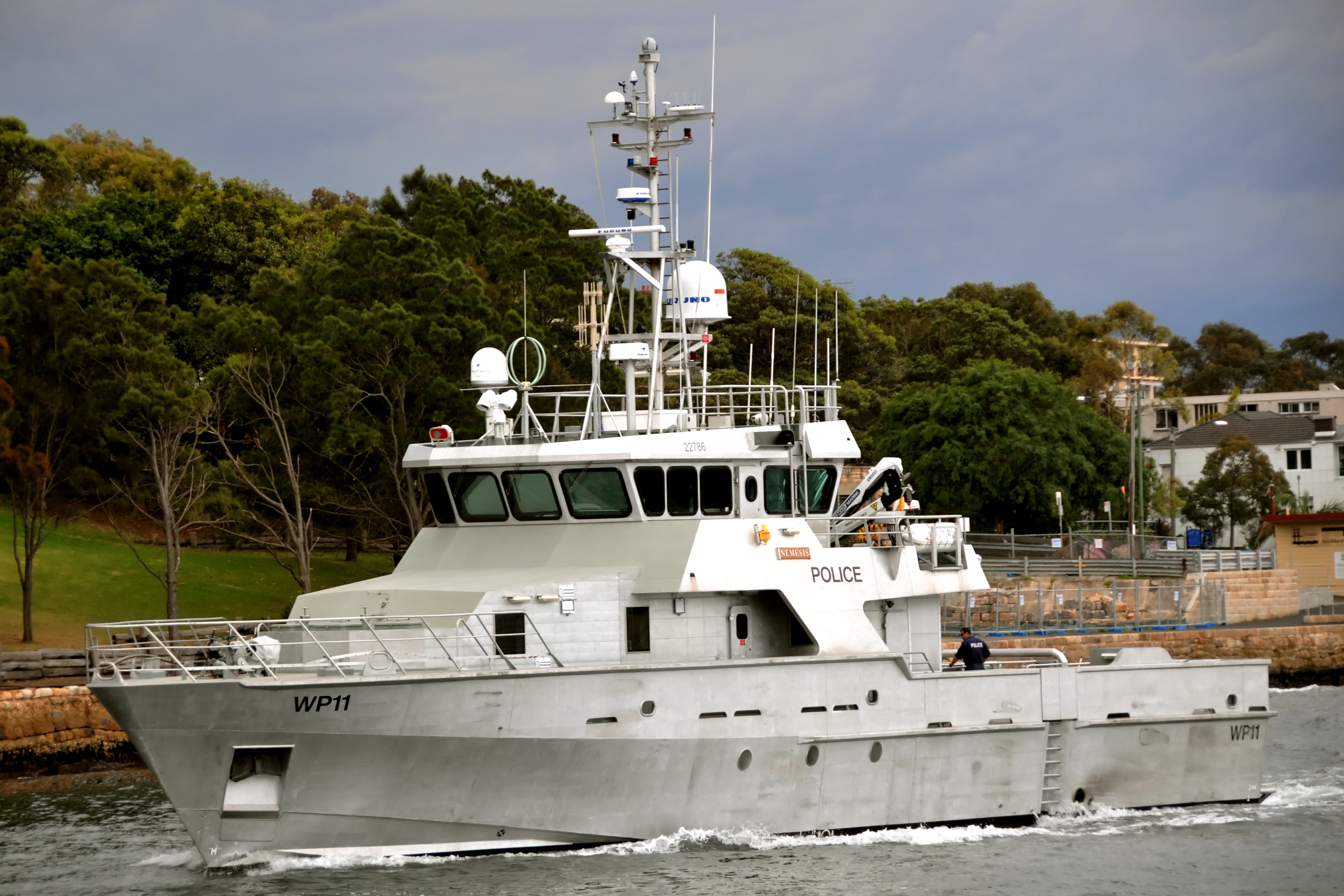
Полицейский патрульный катер Nemesis, 2009 год

Полиция состоит из следующих подразделений:
- Авиация поддержки (Air Wing) — на вооружении стоят 4 вертолёта Kawasaki BK 117[2].
- Морская команда (Marine Area Command's, MAC) — в подразделении служат 123 сотрудника, включая детективов, водолазов и специальную команду оперативной поддержки (marine operational support team, MOST). На вооружении подразделения стоят 11 скоростных катеров, включая 32-метровый катер OPV Nemesis, и несколько моторных лодок[3].
- Другие отделы, включая отдел расследований, набора и подготовки персонала (кадры), контроля дорожного движения (Traffic & Highway Patrol Command), специальное антитеррористическое подразделение (Counter Terrorism & Special Tactics).

## Транспортные средства

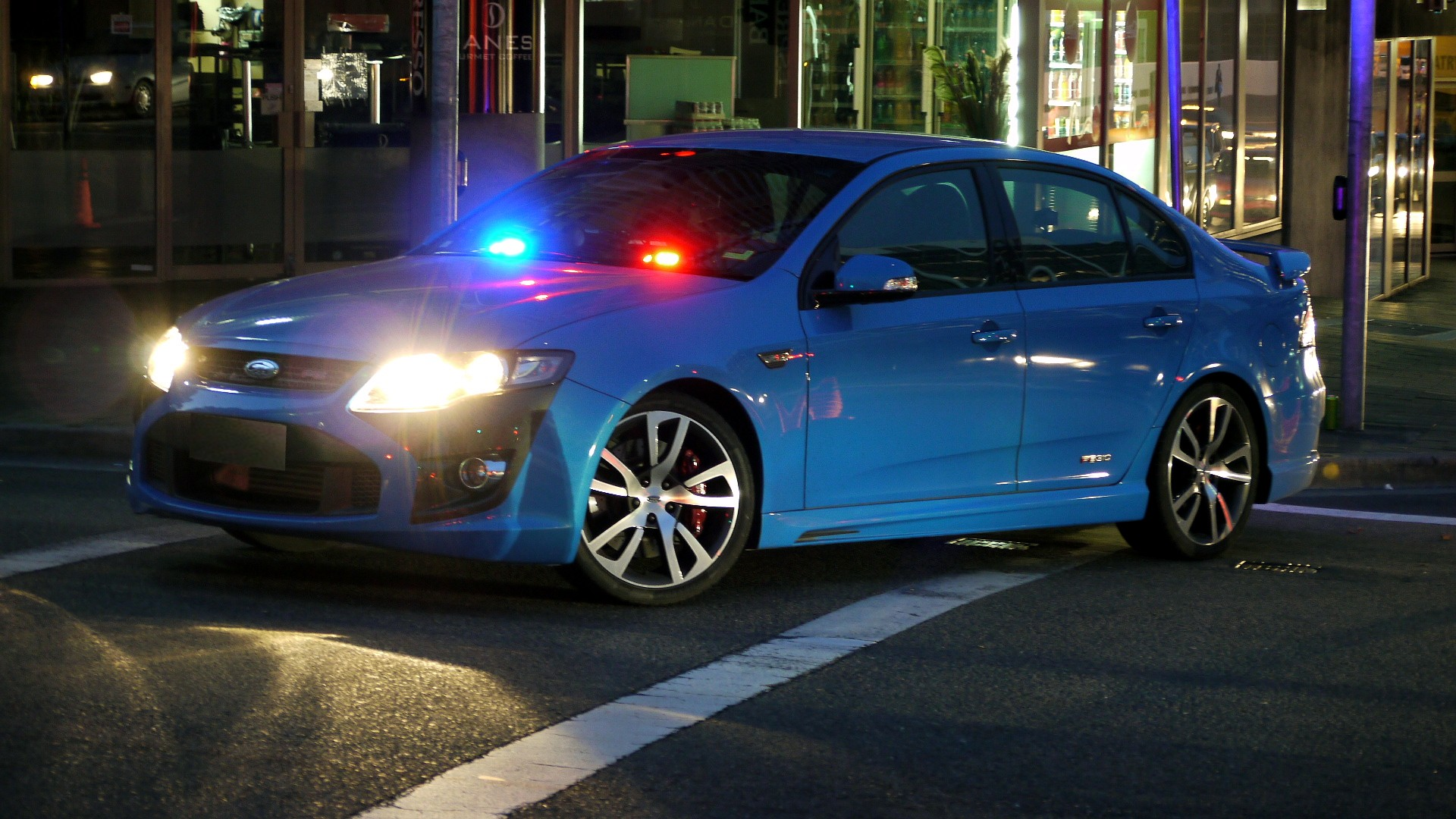
Полицейский хайвэй-патруль, 2011 год

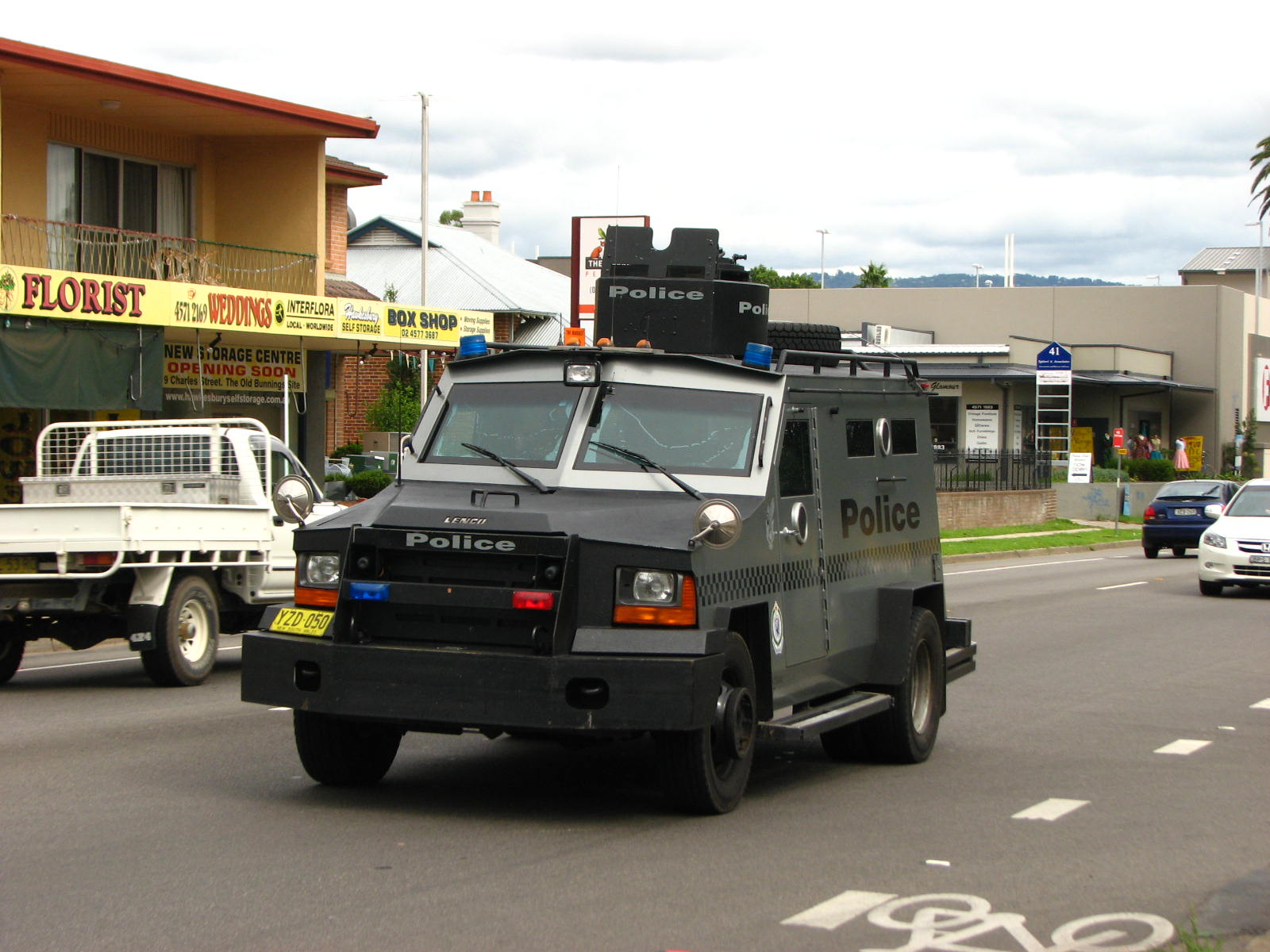
Автомобиль тактической оперативной группы, 2007 год

Полиция штата Новый Южный Уэльс имеет самый большой парк транспортных средств среди территориальных полицейских агентств Австралии — более 3000 единиц техники. Основной полицейский автомобиль — Ford Falcon.
В ноябре 2012 года полиция штата получила в подарок Ford Falcon GT, один из ограниченной серии в 150 машин, стоимостью в 100 тыс. австралийских долларов, с 5-литровым двигателем V8 с нагнетателем, мощностью 536 л. с. — самый мощный полицейский автомобиль в Австралии. До этого самым мощным полицейским автомобилем Австралии считался доработанный Holden V8 с мотором мощностью 436 л. с.